# Hugo Bettauer
Hugo Bettauer nato Betthauer (Baden, 18 agosto 1872 – Vienna, 26 marzo 1925) è stato uno scrittore, giornalista e sceneggiatore austriaco.

## Biografia
Maximilian Hugo Bettauer era figlio di Arnold (Samuel Aron) Betthauer, un agente di borsa originario di Leopoli e di Anna Wecker. Hugo era il figlio minore, aveva due sorelle maggiori Hermine (Michi) e Mathilde. Nell'anno scolastico 1887-88 frequentò il Franz-Josephs-Gymnasium auf der Stubenbastei a Vienna insieme a Karl Kraus, che in seguito fu uno dei suoi più accaniti critici.
A 16 anni scappò di casa e andò ad Alessandria d'Egitto, da dove il console austriaco lo rispedì a casa.
Nel 1890 abbandonò la religione ebraica per convertirsi a quella evangelica, cambiò il cognome in Bettauer, nello stesso anno si arruolò volontariamente presso i Kaiserjäger (il cambio di religione era probabilmente connesso alla volontà di fare carriera nell'esercito, cosa all'epoca molto difficile per gli aderenti alla religione ebraica).
Dopo cinque mesi trascorsi in Tirolo lasciò l'esercito a causa di contrasti coi superiori, insieme alla madre si trasferì a Zurigo e nel 1896 ereditò un patrimonio considerevole dal padre.

### Stati Uniti
A Zurigo sposò la cugina, Olga Steiner, della quale era innamorato da sempre; alla morte della madre la coppia emigrò negli Stati Uniti d'America. Durante la traversata, in seguito ad una speculazione disastrosa perse tutto il suo patrimonio, rimase a New York con Olga fino a 1899. Benché avesse acquisito la cittadinanza statunitense, Bettauer non riuscì a trovare lavoro, per cui decise di rientrare a Berlino, dove nacque un figlio, Heinrich Gustav Hellmuth Bettauer.
Lavorò come giornalista e divenne noto per la rivelazione di alcuni scandali, in seguito ad uno di questi pubblicò il libro Bobbie che trattava di un ricco e facoltoso rapitore di bambini. Nel 1901, dopo il suicidio del direttore del Berliner Hoftheater, accusato di corruzione, Bettauer fu espulso dalla Prussia. Si trasferì a Monaco di Baviera dove lavorò nel cabaret Die Elf Scharfrichter ("Gli undici carnefici") e nell'autunno del 1901 divenne direttore della pubblicazione Küche und Keller ("Cucina e cantina") ad Amburgo.

### Secondo matrimonio
Dopo il divorzio da Olga Bettauer conobbe ad Amburgo Helene Müller, all'epoca sedicenne, che divenne la sua seconda moglie. Nel 1904 la coppia si trasferì negli Stati Uniti, si sposarono durante la traversata e nello stesso anno nacque un figlio, Reginald Parker. A New York lavorò come giornalista e iniziò a scrivere romanzi a puntate per i quotidiani.
Nel 1910 tornò a Vienna e lavorò presso la Neue Freie Presse. All'inizio della prima guerra mondiale tentò di arruolarsi ma venne scartato per la nazionalità statunitense.
L'elevata opinione che aveva di sé sconfinò talvolta nell'arroganza, come inviato di guerra la Neue Freie Presse gli assegnò una macchina da scrivere di seconda mano che lui gettò sdegnato nella spazzatura. Venne licenziato in tronco nel 1918.

### Dopoguerra
Subito dopo la guerra Bettauer lavorò come corrispondente per quotidiani di New York e diede inizio negli Stati Uniti ad un programma di aiuti per la popolazione viennese. Dal 1920 iniziò a scrivere numerosi romanzi, al ritmo di quattro, cinque titoli all'anno. Si specializzò in romanzi polizieschi con uno sfondo di impegno sociale. Il successo dei romanzi era dovuto anche alla loro ambientazione: Vienna, New York e Berlino. 

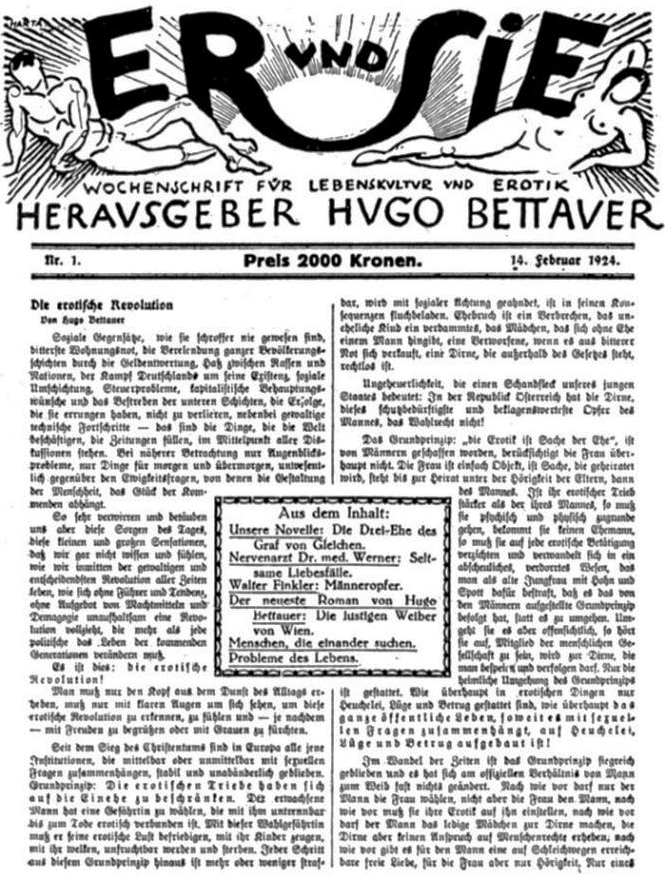
Prima copertina di Er und Sie

L'opera più celebre divenne La città senza ebrei (Die Stadt ohne Juden) del 1922, romanzo distopico nel quale viene narrata la possibile involuzione di Vienna nel caso in cui tutti gli ebrei avessero abbandonato la città. Era un modo per mettere in discussione il montante atteggiamento antisemita a Vienna: Bettauer, convinto della possibilità di una pacifica convivenza fra le religioni, termina il romanzo positivamente, con i cristiani che si rendono conto che il ritorno degli ebrei è indispensabile per il benessere della città.
Dal 1924 iniziò a pubblicare la rivista Er und Sie. Wochenschrift für Lebenskultur und Erotik ("Lui e lei, rivista settimanale di cultura del vivere ed erotismo"), che più tardi assunse il nome di Bettauers Wochenschrift ("settimanale di Bettauer"). Ogni uscita del periodico suscitò ondate di pubblico scalpore e scandalo a causa dei contenuti espliciti. Tra l'altro propagandava un più moderno diritto al divorzio, il diritto all'aborto e la depenalizzazione dell'omosessualità tra adulti.
Il film del 1925 La via senza gioia, tratto dall'omonimo romanzo di Bettauer, fu l'esordio internazionale di Greta Garbo.
A causa delle sue prese di posizione liberali e del suo stile giornalistico scandalistico Bettauer divenne sempre più oggetto di accese discussioni, i suoi avversari cercarono di denigrare e il suo stile e le sue opere. La polemica crebbe al punto che venne disposto il sequestro del suo periodico, si arrivò ad un processo nel quale venne sorprendentemente assolto ma accumulò intimidazioni e anche minacce di morte.

### Assassinio
Dopo settimane di campagna mediatica contro Bettauer, il 10 marzo 1925 Otto Rothstock, un odontotecnico, sparò cinque colpi a Bettauer, che si trovava nella redazione della rivista, e lo ferì gravemente. Venne ricoverato in ospedale con ferite gravissime
Morì il 26 marzo all'età di 52 anni in seguito alle ferite riportate.
Mentre era in ospedale ci furono forti conflitti all'interno del consiglio comunale viennese, l'effettivo movente dell'attentatore era l'odio antisemita, e fino a poco prima dell'attentato Rohstock era membro del Partito Nazionalsocialista. L'omicida venne difeso, durante il processo, da avvocati e sostenitori appartenenti o vicino al partito: condannato ad una detenzione in manicomio criminale, venne rilasciato dopo soli 18 mesi.

## Opere

### Romanzi
- Im Banne von New York, 1907
- Im Kampf ums Glück, 1907 (riedito nel 1926)
- Auf heißem Boden, 1907
- Im Schatten des Todes, 1907 (riedito nel 1925)
- Aus den Tiefen der Weltstadt, 1907
- Faustrecht, 1919
- Hemmungslos, 1920 (riedito nel 1988)
- Bobbie auf der Fährte, 1921 (riedito nel 1926 col titolo Bobbie oder die Liebe eines Knaben)
- Die drei Ehestunden der Elizabeth Lehndorff, 1921
- Der Frauenmörder, 1922
- Der Herr auf der Galgenleiter, 1922
- Das blaue Mal, 1922
- La città senza ebrei. Un romanzo di dopodomani (Die Stadt ohne Juden. Ein Roman von Übermorgen, 1922), trad. Matilde De Pasquale, Presentazione di Marino Freschi, Collana Narrativa, Roma, Donzelli, 2000, ISBN 978-88-798-9559-0; Collana Narrazioni, Milano, Chiarelettere, 2020, ISBN 978-88-329-6257-4.
- La battaglia per Vienna (Der Kampf um Wien, 1922/23; ed. abbreviata col titolo Ralph und Hilde 1926), ed. italiana a cura di Claudio Salone, Biblioteca del Vascello, Trento, Robin, 2018, ISBN 978-88-727-4206-8.
- Die lustigen Weiber von Wien, 1924
- Gekurbeltes Schicksal, 1924
- Die freudlose Gasse, 1924 (riedito nel 1988)
- Das entfesselte Wien, 1924
- Die schönste Frau der Welt, 1924
- Memoiren eines Hochstaplers, 1924
- Kampf ums Glück, 1926

- Tre romanzi viennesi: La legge del più forte. Senza freni. La via senza gioia, a cura di Claudio Salone, Biblioteca del Vascello, Trento, Robin, 2018, ISBN 978-88-727-4369-0.

### Novelle
- Der Tod einer Grete und andere Novellen, 1926
- Geschichten aus dem Alltag, 1926

### Sceneggiature
- Die Stadt ohne Juden (con Hans Saßmann), 1922
- Die blaue Liebe (con Klemens Weiß-Clewe), 1924

### Quotidiani/periodici
- Er und Sie, 14 February - 13 March 1924
- Bettauers Wochenschrift 15 May 1924 - 26 August 1927
- Der Bettauer Almanach für 1925, 1925

## Filmografia
- 1922: Pugno di ferro, Regia: Karl Ehmann
- 1924: Die schönste Frau der Welt, Regia: Richard Eichberg
- 1924: Die Stadt ohne Juden, Regia: Hans Karl Breslauer
- 1925: Das Abenteuer der Sybille Brant, Regia: Carl Froelich
- 1926: La via senza gioia, Regia: Georg Wilhelm Pabst
- 1926: Der Bankkrach unter den Linden, Regia: Paul Merzbach
- 1928: Andere Frauen, Regia: Heinz Hanus